# نيل باريت جونيور
نيل باريت جونيور (بالإنجليزية: Neal Barrett, Jr.)‏ هو مؤلف وكاتب أمريكي، ولد في 3 نوفمبر 1929 في سان أنطونيو في الولايات المتحدة، وتوفي في 12 يناير 2014 في أوستن في الولايات المتحدة.

## وصلات خارجية
- نيل باريت جونيور على موقع IMDb (الإنجليزية)